# Geoweb
 (avril 2021).

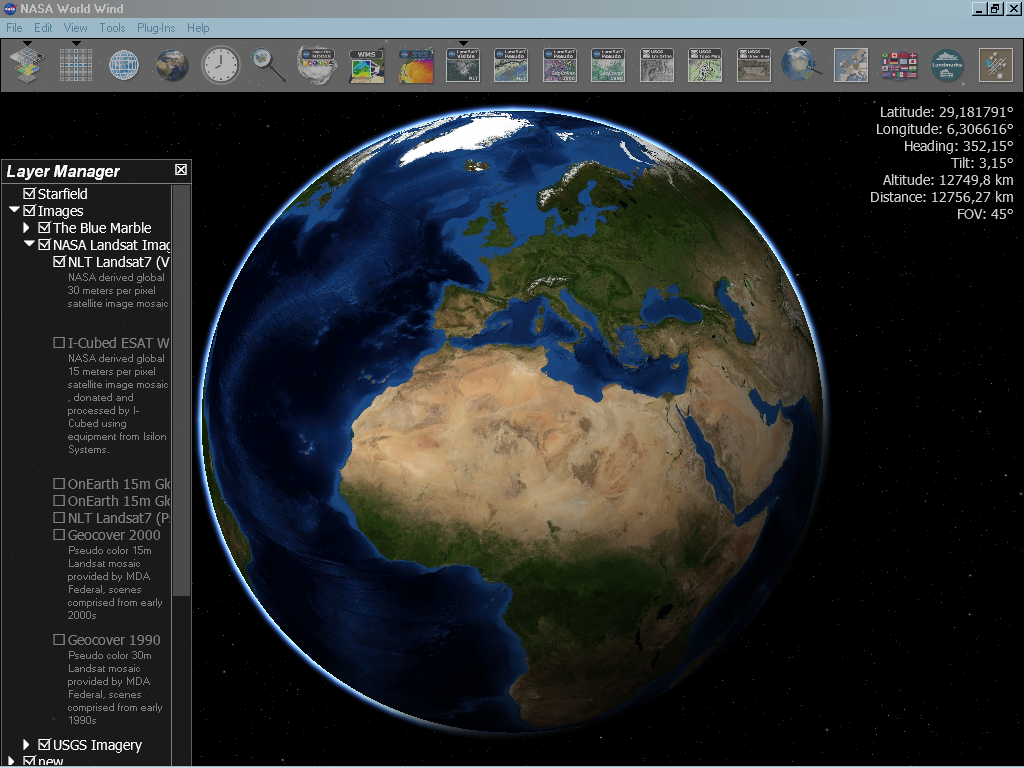
Capture d'écran de NASA World Wind (version 1.4.0)

Le mot Geoweb  désigne le mélange du Web 2.0 avec tout ce qui est lié à l'information géographique, notamment les SIG (systèmes d'information géographique) et la géomatique. Le Geoweb se forme via les outils de la néogéographie. Cette notion pourrait être définie comme « une organisation par l’espace de l'information sur Internet à travers un géoréférencement direct ou indirect sur la surface terrestre » ,.
Elle est survenue avec la création des outils de cartographie en ligne simplifiés, tels que Google Maps, OpenStreetMap, Bing Maps...